# Campamento Guajataka
El Campamento Guajataka (en inglés: Guajataka Scout Reservation), apodado "El Santuario de Amistad" (en inglés: Sanctuary of Friendship), compone la principal facilidad de campamento de escultismo del Concilio de Puerto Rico de los "Boy Scouts of America" en la isla de Puerto Rico. El campamento está ubicado en el municipio de San Sebastián al sur del Lago Guajataca, de donde surge el nombre del campamento. Fundado en 1938, las facilidades tienen una capacidad de sobre 500 participantes. Actividades recreativas, campamentos de veranos, seminarios, adiestramientos de liderazgo y otras actividades relacionadas al escutismo se llevan a cabo en las facilidades.